# Trypeticus gibberosus
Trypeticus gibberosus är en skalbaggsart som beskrevs av Kanaar 2003. Trypeticus gibberosus ingår i släktet Trypeticus och familjen stumpbaggar. Inga underarter finns listade i Catalogue of Life.